# Републикански път III-2307
Републикански път IIІ-2307 е третокласен път, част от Републиканската пътна мрежа на България, преминаващ изцяло по територията на Силистренска област. Дължината му е 30,1 km.
Пътят се отклонява наляво при 107,9 km на Републикански път II-23 югозападно от село Овен и се насочва на северозапад през Лудогорието. Слиза в дълбокото суходолие на река Ясенковец, при село Руйно отново се изкачва на платото, минава през селата Яребица, Правда, Падина, Ножарево и Калугерене и в центъра на град Главиница се свързва с Републикански път III-235 при неговия 28,4 km.
| Пътища, отклоняващи се надясно (населено място, № на пътя, посока на пътя)         | km   | Пътища, отклоняващи се наляво (посока на пътя, № на пътя, населено място) |
| ---------------------------------------------------------------------------------- | ---- | ------------------------------------------------------------------------- |
| Община Дулово, II-23, 107,9 km ←                                                   | 0,0  | ← 107,9 km, II-23, Община Дулово                                          |
| с. Руйно                                                                           | 6,1  | с. Руйно                                                                  |
| с. Яребица                                                                         | 8    | с. Яребица                                                                |
| (за с. Чернолик) общински път, с. Правда ← (за с. Любен) общински път, с. Правда ← | 13,5 | с. Правда                                                                 |
| Община Главиница                                                                   | 19,3 | Община Главиница                                                          |
| с. Падина                                                                          | 23   | с. Падина                                                                 |
| с. Ножарево                                                                        | 25,9 | с. Ножарево                                                               |
| с. Калугерене                                                                      | 28,6 | с. Калугерене                                                             |
| (до пристанище Малък Преславец) III-235, 28,4 km, гр. Главиница ←                  | 30,1 | ← гр. Главиница, 28,4 km, III-235 (от с. Окорш)                           |